# Salix kalarica
Salix kalarica là một loài thực vật có hoa trong họ Liễu. Loài này được Vorosch. miêu tả khoa học đầu tiên.